# Jaguar Land Rover Slovakia

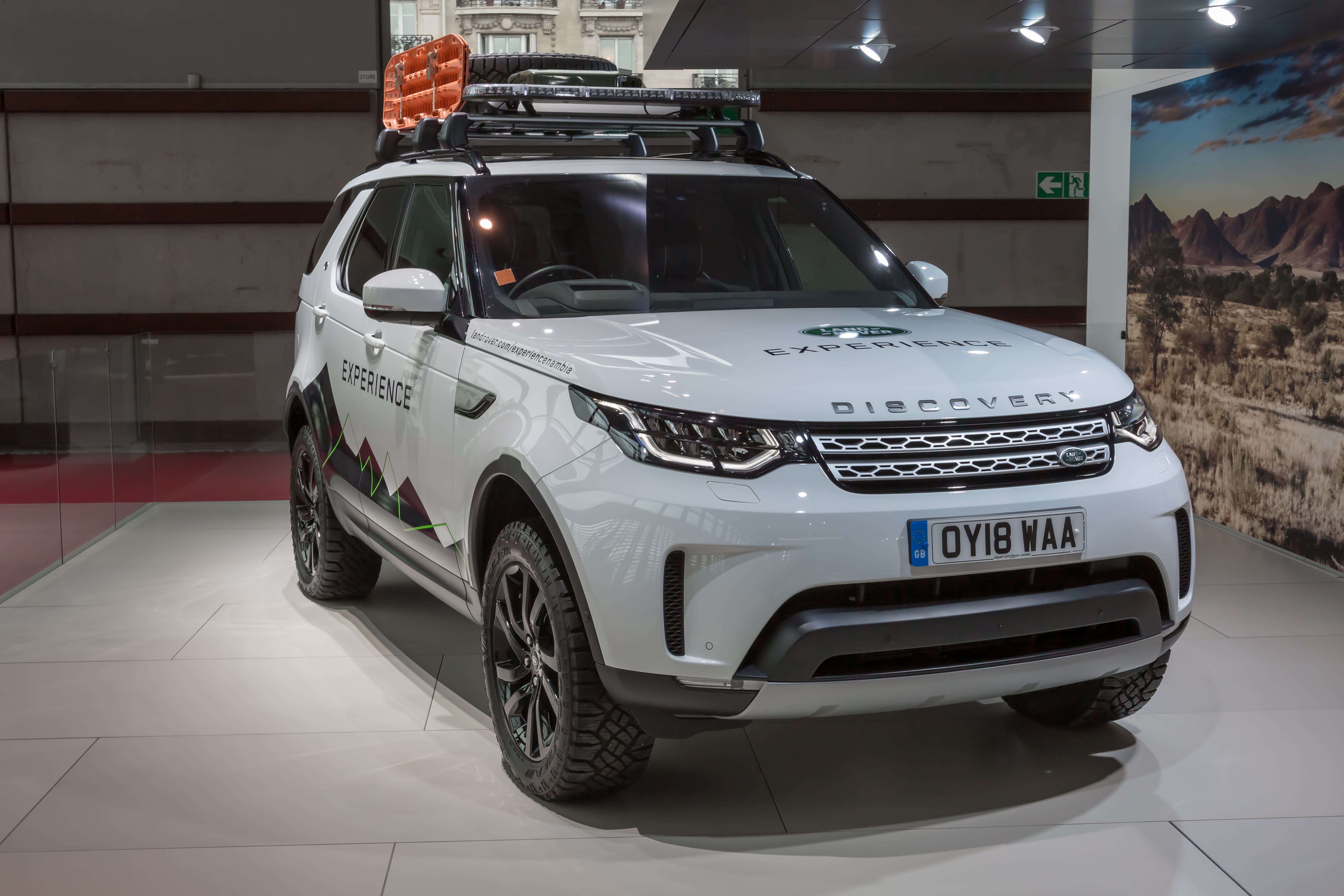
Land Rover Discovery 2018

Jaguar Land Rover Slovakia — словацька філія британського виробника автомобілів Jaguar Land Rover, який в свою чергу є дочірньою компанією Tata Motors.  Компанія виробляє Land Rover на своїй фабриці в Нітрі, де виробництво розпочалося в жовтні 2018 року.

## Завод у місті Нітра
Основні факти:
- 25 жовтня 2018 року було відкрито виробничі приміщення на 1,4 мільярда євро в Нітрі
- із приблизно 1,500 працівників 30 відсотків — жінки
- всі працівники навчаються в новій навчальній академії протягом 12 тижнів
- площа об'єкта складає близько 300,000 квадратних метрів, а запланована щорічна потужність — 150,000 транспортних засобів